# Tokonoma

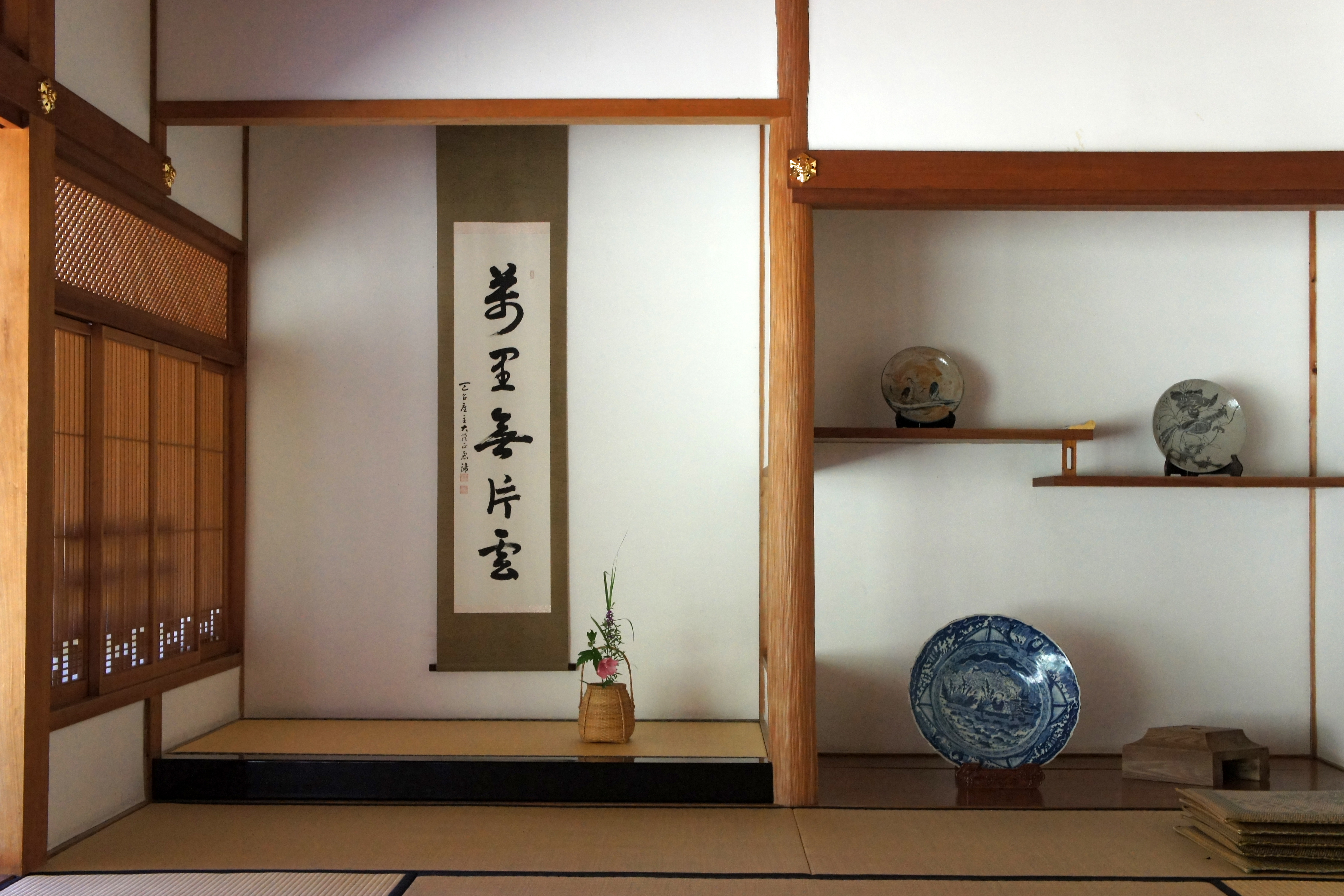
A tokonoma com um kakejiku e um arranjo floral (ikebana)

Tokonoma (床の間, toko-no-ma), ou simplesmente toko (床), é um espaço embutido em uma sala de recepção de estilo japonês, em que são exibidos itens para apreciação artística. Em português, um tokonoma poderia ser chamado de alcova.

## História
A primeira aparição de um tokonoma ocorreu no final do Período Muromachi (Séculos XIV a XVI). No estilo de arquitetura shoin típico desse período, era chamado de oshiita (押板） e basicamente era uma parede sobre a qual os pergaminhos eram pendurados e um estrado suspenso a sua frente sobre os qual eram dispostos incenso, vasos para flores e castiçais.

## Caracterísiticas

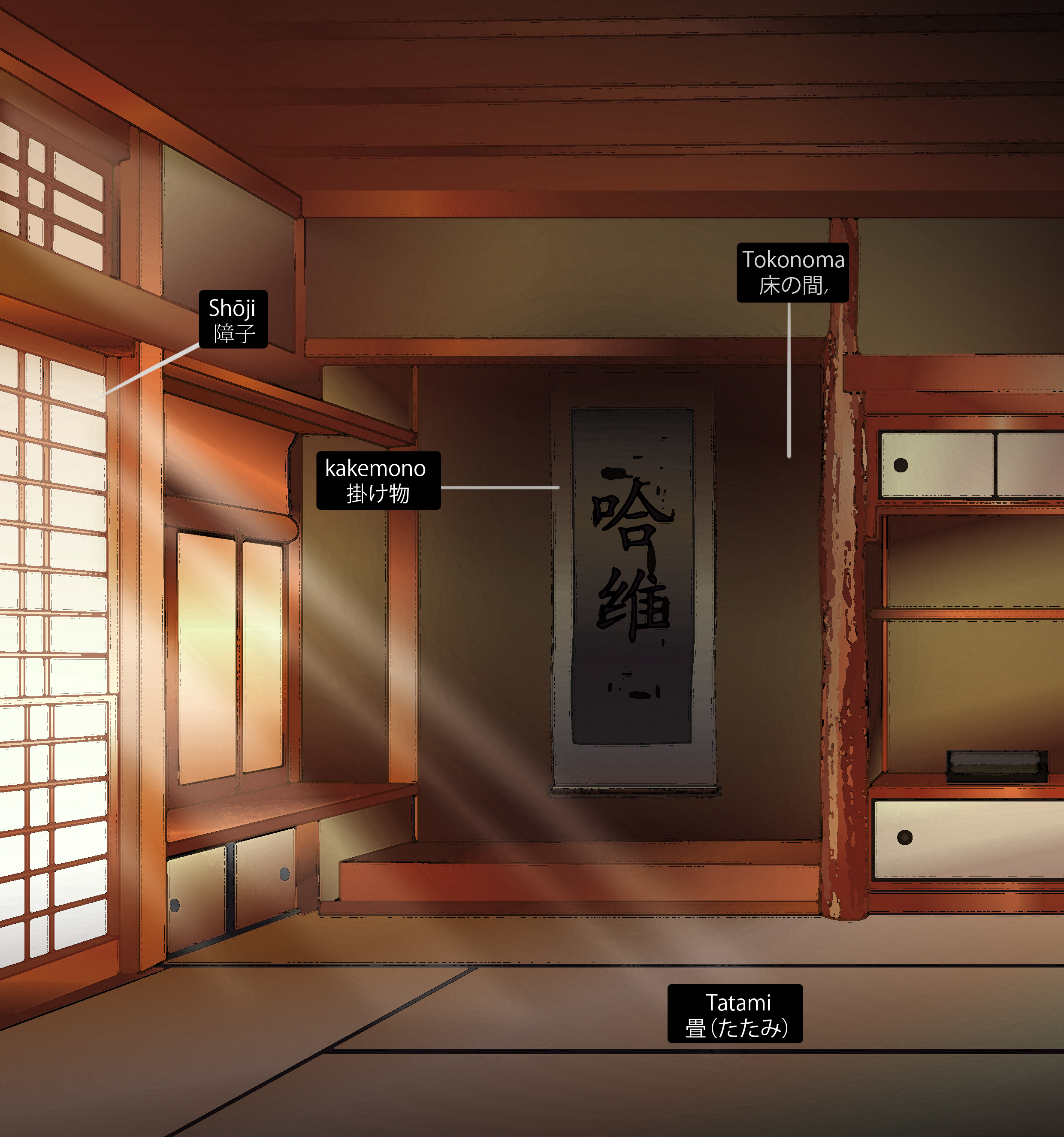
Vista detalhadas de um tokonoma e aspectos de um aposento japonês

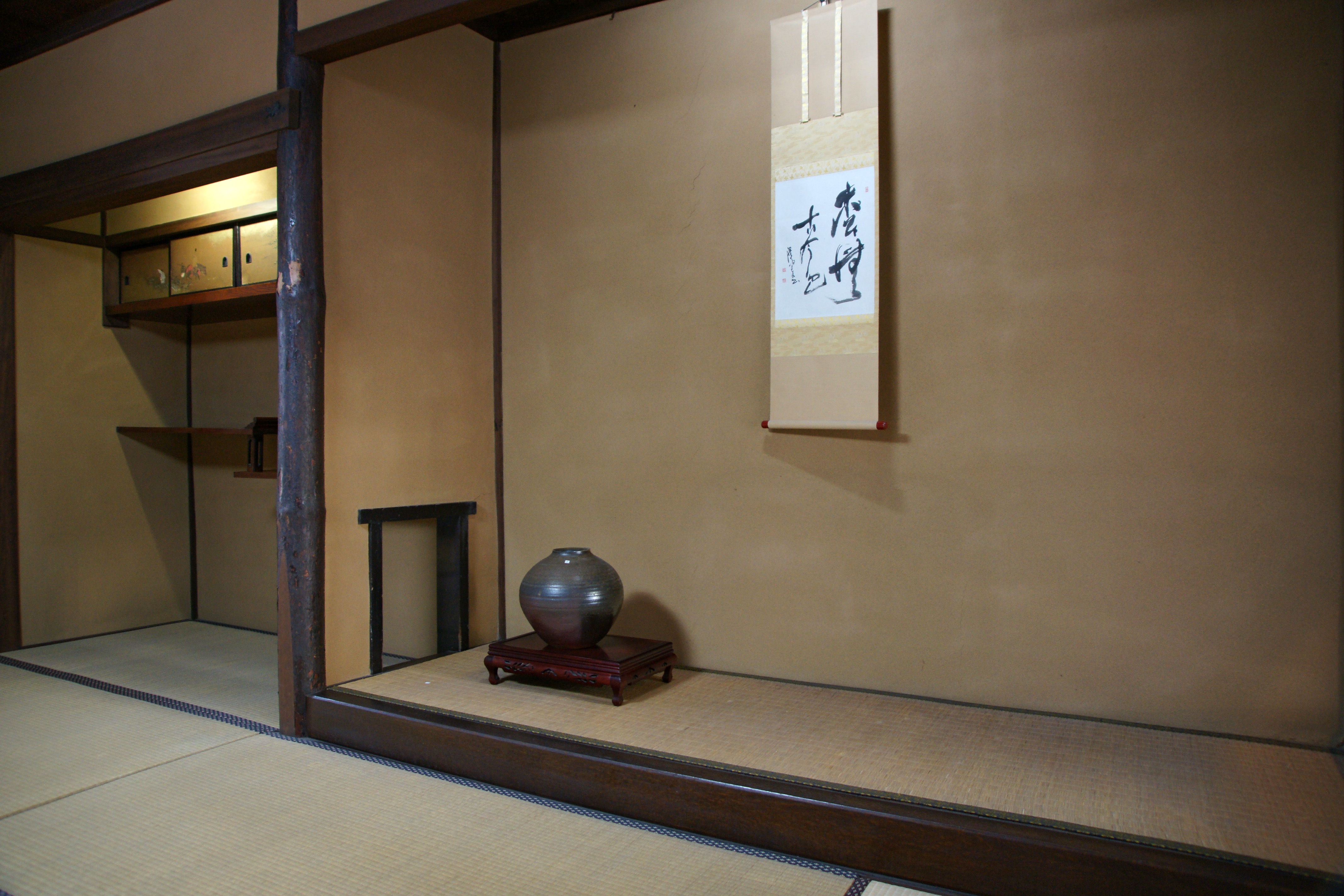
Vista lateral de um tokonoma

Os itens usualmente exibidos em um tokonoma são pergaminhos caligráficos ou pictográficos e arranjos de flores. Bonsai e okimono são também exibidos lá em albumas ocasiões, embora, tradicionalmente, bonsai sejam considerados sujos para um local de tamanho respeito. O tokonoma e seu conteúdo são elementos essenciais da decoração interior japonesa. A palavra toko significa literalmente piso ou cama e ma significa espaço ou aposento.
Ao dispor os hóspedes em uma sala de estilo japonês, a etiqueta correta é assentar o convidado mais importante, com as costas voltadas para o tokonoma. Isso é por causa da modéstia; o anfitrião não deve ostentar o conteúdo do tokonoma ao convidado e, portanto, é recomendável não colocar o convidado voltado para o tokonoma.
Adentrar ao tokonoma é extritamente proibido, exceto para alterar a exibição, quando uma etiqueta rigorosa deve ser seguida.
O pilar em um dos lados do tokonoma é usualmente feito de madeira, especialmente preparada para esse fim. Ele pode variar desde um tronco cru, ainda com a casca, até uma viga perfeitamente quadrada e lisa. A escolha do toko-bashira determina o nível de formalidade para o tokonoma.

## Leitura complementar
- "Theorizing about the Origins of the Tokonoma," em Chanoyu Quarterly no. 86 (1997).